# Elecciones estatales de Guanajuato de 2009
Las Elecciones estatales de Guanajuato de 2009 se llevaron a cabo el domingo 5 de julio de 2009, simultáneamente con las Elecciones federales y en ellas serán renovados los titulares de los siguientes cargos de elección popular del estado mexicano de Guanajuato:
- 46 Ayuntamientos. Formados por un Presidente Municipal y regidores, electos para un periodo de tres años, no reelegibles de manera consecutiva.
- 36 Diputados al Congreso del Estado. 22 electos por mayoría relativa elegidos en cada uno de los Distritos electorales, y 14 electos por el principio de representación proporcional.

## Ayuntamientos[1]
| Candidatos electos |                               |                                          |         |
| N.º                | MUNICIPIO                     | PRESIDENTE                               | PARTIDO |
| 01                 | Abasolo                       | Juan Páramo Aguilar Hecho                |         |
| 02                 | Acámbaro                      | Jesús Gerardo Silva Campos Hecho         |         |
| 03                 | Apaseo el Alto                | David Sánchez Malagón Hecho              |         |
| 04                 | Apaseo el Grande              | Ernesto Muñoz Ledo Oliveros Hecho        |         |
| 05                 | Atarjea                       | Rigoberto Hurtado Rosales Hecho          |         |
| 06                 | Celaya                        | Rubí Laura López Silva Hecho             |         |
| 07                 | Comonfort                     | Francisco José Ramírez Martínez Hecho    |         |
| 08                 | Coroneo                       | José Enrique Velázquez Pérez Hecho       |         |
| 09                 | Cortázar                      | Elías Ruiz Ramírez Hecho                 |         |
| 10                 | Cuerámaro                     | Moisés Felipe Muñoz Cortez Hecho         |         |
| 11                 | Doctor Mora                   | David Tomás Galván Parra Hecho           |         |
| 12                 | Dolores Hidalgo               | Pablo González Cancino Hecho             |         |
| 13                 | Guanajuato                    | Nicéforo Guerrero Reynoso Hecho          |         |
| 14                 | Huanímaro                     | Carlos Aguirre Mosqueda Hecho            |         |
| 15                 | Irapuato                      | Jorge Estrada Palero Hecho               |         |
| 16                 | Jaral del Progreso            | José Alfonso Borja Pimentel Hecho        |         |
| 17                 | Jerécuaro                     | Rogelio Sánchez Galán Hecho              |         |
| 18                 | León                          | Ricardo Sheffield Padilla Hecho          |         |
| 19                 | Manuel Doblado                | Rodolfo Madrigal Ramírez Hecho           |         |
| 20                 | Moroleón                      | Juan Jesús Rosiles López Hecho           |         |
| 21                 | Ocampo                        | Raúl Castillo López Hecho                |         |
| 22                 | Pénjamo                       | Eduardo Luna Elizarrarás Hecho           |         |
| 23                 | Pueblo Nuevo                  | Leonardo Solórzano Villanueva Hecho      |         |
| 24                 | Purísima del Rincón           | Abraham Collazo Dimas Hecho              |         |
| 25                 | Romita                        | Juan Antonio Reyes Echeveste Hecho       |         |
| 26                 | Salamanca                     | Antonio Ramírez Vallejo Hecho            |         |
| 27                 | Salvatierra                   | María Guadalupe Nava López Hecho         |         |
| 28                 | San Diego de la Unión         | Graciela Pérez Negrete'` Hecho           |         |
| 29                 | San Felipe                    | Miguel Ángel Flores Solís Hecho          |         |
| 30                 | San Francisco del Rincón      | Jaime Verdín Saldaña Hecho               |         |
| 31                 | San José Iturbide             | José Jerónimo Robles Gutiérrez Hecho     |         |
| 32                 | San Luis de la Paz            | Javier Becerra Moya Hecho                |         |
| 33                 | San Miguel de Allende         | Luz María Núñez Flores Hecho             |         |
| 34                 | Santa Catarina                | Petra Barrera Barrera Hecho              |         |
| 35                 | Santa Cruz de Juventino Rosas | Pablo Freyre Prieto Hecho                |         |
| 36                 | Santiago Maravatío            | Rafael López Nava Hecho                  |         |
| 37                 | Silao                         | Juan Roberto Tovar Torres Hecho          |         |
| 38                 | Tarandacuao                   | Roberto Juan García Perea Hecho          |         |
| 39                 | Tarimoro                      | Enrique Arreola Mandujano Hecho          |         |
| 40                 | Tierra Blanca                 | Antonio Cabrera Adame Hecho              |         |
| 41                 | Uriangato                     | Ramón Pérez García Hecho                 |         |
| 42                 | Valle de Santiago             | José Manuel Arredondo Franco Hecho       |         |
| 43                 | Victoria                      | Fausto Camacho Cabrera Hecho             |         |
| 44                 | Villagrán                     | José Hugo García Carmona Hecho           |         |
| 45                 | Xichú                         | Marcelo Benavídez Benavídez Hecho        |         |
| 46                 | Yuriria                       | María de los Ángeles López Bedolla Hecho |         |

## Diputados[2]

### Mayoría relativa
| DIPUTADOS ELECTOS POR EL PRINCIPIO DE MAYORÍA RELATIVA |                  |                                    |                                       |
| DISTRITO                                               | PARTIDO POLITICO | PROPIETARIO                        | SUPLENTE                              |
| I                                                      |                  | Juan Ramón Hernández Araiza        | María de la Luz Calderón Reyna        |
| II                                                     |                  | Omar Octavio Chaire Chavero        | Francisco Arcos Rivera                |
| III                                                    |                  | Diego Sinhué Rodríguez Vallejo     | Ada del Rosario Cuevas Cervantes      |
| IV                                                     |                  | Elia Hernández Núñez               | Rubén Machain Arias                   |
| V                                                      |                  | Carlos Ramón Romo Ramsden          | Efraín Alcalá Chávez                  |
| VI                                                     |                  | Leticia Villegas Nava.             | Omar Antonio Mares Crespo             |
| VII                                                    |                  | Luxana Padilla Vega                | Sergio Silva Guerrero                 |
| VIII                                                   |                  | Gerardo Trujillo Flores            | Ana Lilia Juárez Díaz                 |
| IX                                                     |                  | José Jesús Correa Ramírez          | Felipa Salazar Rivera                 |
| X                                                      |                  | Mario Roberto López Remus          | Angélica Chagolla López               |
| XI                                                     |                  | Francisco Amílcar Mijangos Ramírez | Ma. Jesús Guadalupe Ledesma Santacruz |
| XII                                                    |                  | Eduardo López Mares                | María Guadalupe Padilla Macías        |
| XIII                                                   |                  | Ángel Alberto Robles Ávalos        | Ma. Rosalía González Santarrosa       |
| XIV                                                    |                  | Juan Antonio Acosta Cano           | Isabel María Campo Martín             |
| XV                                                     |                  | Ana María Ramos Morín              | Patricio Javier Salgado Flores        |
| XVI                                                    |                  | Elvira Paniagua Rodríguez          | Michel Ángel Martínez Orlanzzini      |
| XVII                                                   |                  | Bricio Balderas Álvarez            | María Celina Tapia Pérez              |
| XVIII                                                  |                  | Moisés Gerardo Murillo Ramos       | María Benita Aguilera Madrigal        |
| XIX                                                    |                  | Martha Silvia Robles Castro        | Gerardo García Vargas                 |
| XX                                                     |                  | Guillermo Zavala Alcaraz           | Marisol Zavala Torres                 |
| XXI                                                    |                  | Juan Carlos Acosta Rodríguez       | Johiarib Castro Muñoz                 |
| XXII                                                   |                  | René Mandujano Tinajero            | Belkis Jéssica López Mendoza          |

### Representación proporcional
| DIPUTADOS ELECTOS POR EL PRINCIPIO DE MAYORÍA RELATIVA |                  |                                    |                                     |
| N.º                                                    | PARTIDO POLITICO | PROPIAETARIO                       | SUPLENTE                            |
| 01                                                     |                  | Miguel Ángel Chico Herrera         | Juan José Muñoz Ledo Ortiz          |
| 02                                                     |                  | Alicia Muñoz Olivares              | Gisela López Marmolejo              |
| 03                                                     |                  | Héctor Hugo Varela Flores          | Carlos Torres Ramírez               |
| 04                                                     |                  | Ma. Elena Cano Ayala               | Ma. del Carmen Lourdes Lemus López  |
| 05                                                     |                  | José Isaac González Calderón       | Rafael Pulido Velázquez             |
| 06                                                     |                  | Claudia Brígida Navarrete Aldaco   | Roberto Palacios Pérez              |
| 07                                                     |                  | Alejandro Rangel Segovia           | Arcelia María González González     |
| 08                                                     |                  | Luis Gerardo Gutiérrez Chico       | Ma. Teresa Gutiérrez Fernández      |
| 09                                                     |                  | José Luis Barbosa Hernández        | Carlos Bombela Torres               |
| 10                                                     |                  | David Cabrera Morales              | Sergio Alejandro Contreras Guerrero |
| 11                                                     |                  | Carlos Joaquín Chacón Calderón     | Jorge Gómez Salazar                 |
| 12                                                     |                  | María Elena Pérez Sandi Plascencia | Felipe Arturo Camarena Dorado       |
| 13                                                     |                  | Eduardo Ramírez Pérez              | Manuel Andrés Navarro Caraza        |
| 14                                                     |                  | Héctor Astudillo García            | Roberto Jiménez del Ángel           |